# Cuprato

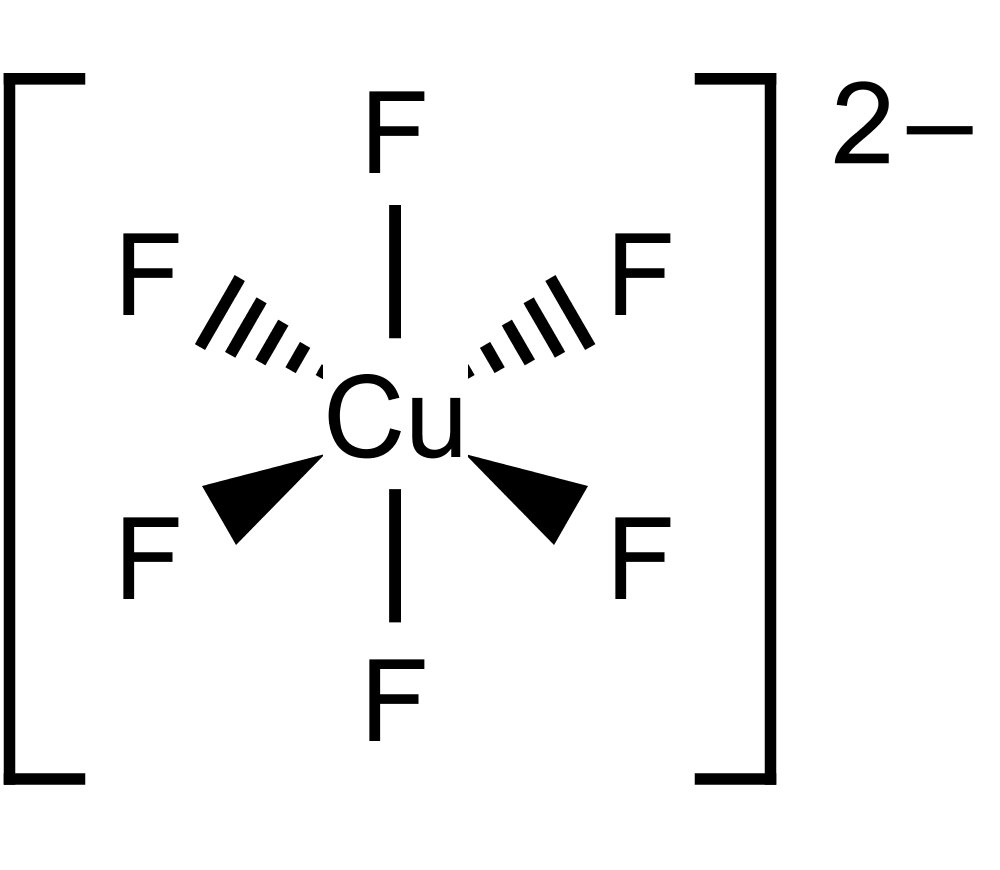
Struttura del complesso chimico dell'esafluorocuprato(IV), un anione con doppia carica negativa.

Per cuprato si intende genericamente un materiale costituito da un complesso chimico a base di rame (in latino cuprum) con carica totale negativa (anione), come ad esempio ossidi di rame. Al posto dell'ossigeno possono anche esserci altri complessi chimici come cianuri, idrossidi o alogenuri. Sono definiti cuprati anche alcuni composti organici di formula [CuR2]− o [CuR3]2−.
Alcuni cuprati, sebbene siano isolanti elettrici allo stato puro, allo stato drogato costituiscono una classe di superconduttori ad alta temperatura critica, tra cui ad esempio l'ossido di ittrio bario e rame di formula YBa2Cu3O7.

## Ossidi
Uno dei cuprati più semplici è il cuprato di potassio (KCuO2), una polvere cristallina di colore blu scuro in cui l'anione cuprato (CuO2)- si lega al catione K+, costituendo in pratica un sale di potassio. Il rame del cuprato ha stato di ossidazione 3 (rame(III)).
Per produrlo occorre scaldare perossido di potassio e ossido rameico in un'atmosfera ricca di ossigeno, ottenendo la reazione:
K2O2 + 2 CuO → 2 KCuO2
Al contrario, uno dei cuprati più complessi è il già citato ossido di ittrio bario e rame, molto studiato per le sue proprietà superconduttive.

## Complessi chimici
Il rame forma diversi complessi chimici che si comportano come anioni, grazie a legami di coordinazione con ligandi caricati negativamente come cianuro, idrossido, alogenuri, così come alchili e arili.
Sono quattro i possibili stati di ossidazione del rame ed essendo [Ar]4s13d10 la sua configurazione elettronica, gli stati possono essere caratterizzati anche in base a quali elettroni sono stati ceduti per il legame: d10 (ceduto 4s1), d9 (ceduto 4s1 e uno del d), d8,d7.
Rame(I) (d10)
I cuprati contenenti rame(I) tendono ad essere incolori, riflettendo la loro configurazione d10. Le strutture vanno da lineari coordinate a 2, a trigonali planari e tetraedriche. Esempi includono dicloro e triclorocuprati, cioè lineare [CuCl2]- e trigonale planare [CuCl3]2-. Il cianuro dà complessi analoghi, ma anche il tetracianocuprato trianionico (I), [Cu(CN)4]3−. Il dicianocuprato(I) esiste sia in motivi molecolari che polimerici, a seconda del catione che forma il composto.
Rame(II) (d9)
I clorocuprati comprendono il triclorocuprato(II) [CuCl3]−, che è un dimero, il tetraclorocuprato(II) a struttura planare [CuCl4]2− e il pentaclorocuprato(II) [CuCl5]3−. I complessi coordinati a 3 di clorocuprato(II) sono rari.
I complessi tetraclorocuprati(II) tendono ad adottare una geometria tetraedrica planare con colori arancioni.
Il tetraidrossicuprato di sodio (Na2[Cu(OH)4] è un esempio di complesso con idrossido di sodio omolettico (tutti i ligandi sono uguali) che si ottiene con la reazione:
Cu(OH)2 + 2 NaOH → Na2Cu(OH)4
Rame(III) e rame(IV) (d8 e d7)
Il rame(III) e (IV) sono molto instabili è quindi difficile preparare composti con essi. L'esafluorocuprato(III) [CuF6]3− e l'esafluorocuprato(IV) [CuF6]2− sono rari esempi di complessi di rame(III) e rame(IV) e sono forti agenti ossidanti.

## Composti organici
In chimica organica i cuprati hanno un ruolo nella sintesi organica, infatti composti del tipo [CuR2]− o [CuR3]2−, dove R è un alchile o un arile, vengono usati come agenti alchilanti nucleofili..

## Superconduttività

Diagramma di fase dei cuprati in funzione del livello di doping (elettroni o lacune)

Nel 1986 i ricercatori Bednorz e Müller, presso il centro di ricerca IBM a Zurigo, scoprirono il primo superconduttore a temperatura critica elevata, 30 K, ed era un cuprato di lantanio e bario (LBCO).
Nel 1987, Chin-wu Chu (Paul Chu) e colleghi scoprirono che l'ossido di ittrio bario e rame YBa2Cu3O7 (YBCO), un altro cuprato, è superconduttore oltre i 93 K, superando per la prima volta la temperatura dell'azoto liquido (77 K) e quindi aprendo la strada alla creazione di superconduttori a minor costo.
Generalmente questo tipo di cuprati sono altamente anisotropi e isolanti antiferromagnetici. Hanno la struttura tipica delle perovskiti con uno o più strati di ossido di rame che si mantengono a una certa distanza tra loro, costituendo piani regolari in cui ioni di O2- si dispongono in un quadrato con al centro uno ione Cu2+. Le loro proprietà superconduttive sono determinate dagli elettroni che si muovono all'interno degli strati di ossido di rame, che sono debolmente accoppiati. Gli strati adiacenti, che fungono da distanziatori tra i piani, contengono ioni come ittrio, lantanio, bario, stronzio o altri atomi che agiscono per stabilizzare la struttura e diffondere elettroni o lacune tra gli strati di ossido di rame. Aumentando la quantità di tali materiali (drogaggio) si arriva a distruggere lo stato antiferromagentico e a permettere la formazione di coppie di cooper.
I cuprati sono superconduttori del secondo tipo, ossia oltre la temperatura critica presentano una seconda fase in cui sono ancora parzialmente superconduttivi, fino ad una temperatura ancora superiore a cui ritornano isolanti.
Un esperimento condotto nel 2022 mediante lo scattering anelastico di neutroni ha evidenziato che, all'aumentare della temperatura, le fluttuazioni dello spin a basse energie disperdono gli elettroni che conducono l'energia, spiegando la riduzione della loro abilità di trasportare la corrente elettrica.
Esistono diversi tipi di cuprati superconduttori che possono essere classificati o in base alle iniziali degli elementi in essi contenuti oppure in base al rapporto molare tra il primo elemento e il successivo, ad esempio, l'ossido di ittrio bario e rame può essere indicato con YBCO o Y123 (per ogni Y, 2 Ba e 3 Cu) e l'ossido di rame calcio stronzio bismuto BSCCO o Bi2201 / Bi2212 / Bi2223 a seconda del numero di strati in ciascun blocco superconduttore.

### Cuprato di bario e terre rare

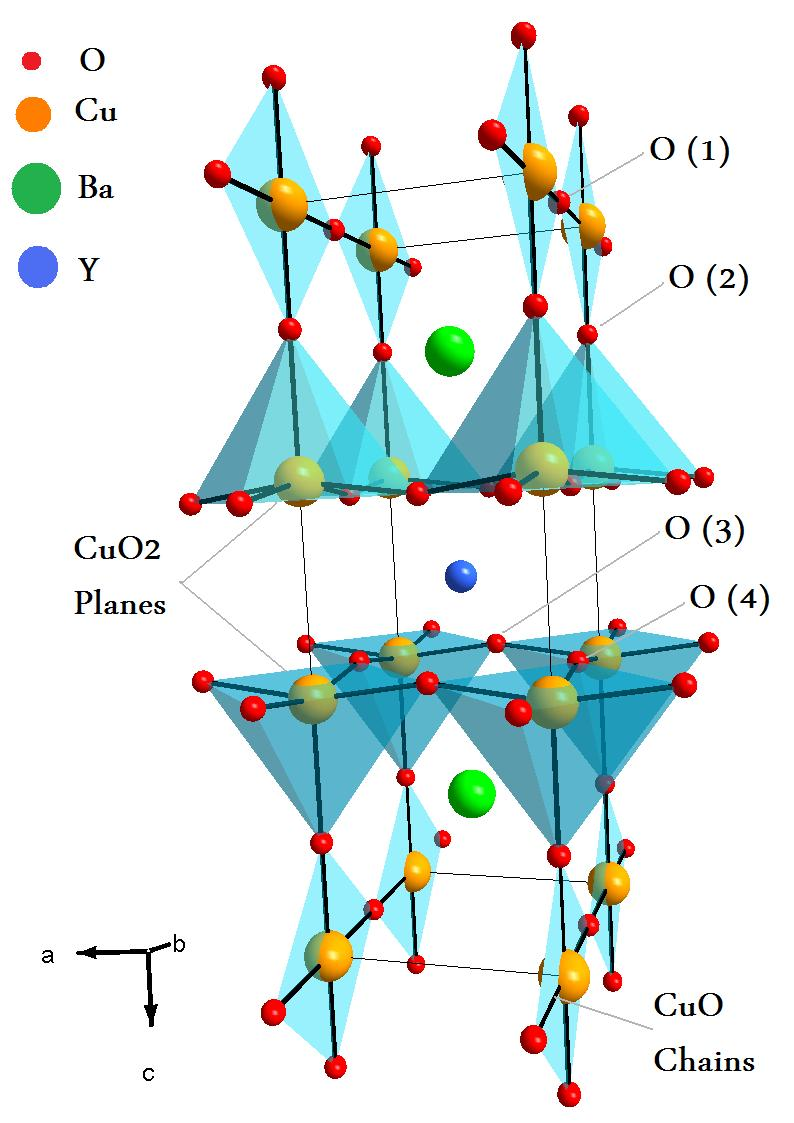
Cella unitaria di YBCO

I cuprati di bario, associati con terre rare (noti anche come ReBCO, dall'inglese Rare-earth Copper Oxide) sono materiali che, oltre alle temperature critiche relativamente elevate, sono in grado di sostenere campi magnetici più intensi rispetto ad altri materiali superconduttori.
Il più famoso di questi è il cuprato di ittrio e bario, YBa2Cu3O7−x (o Y123), primo superconduttore trovato sopra il punto di ebollizione dell'azoto liquido.
Altre terre rare utilizzabili al posto dell'ittrio possono essere il lantanio (LBCO), il samario (Sm123), il neodimio (Nd123 e Nd422), il gadolinio (Gd123) e l'europio (Eu123).

### Altri cuprati

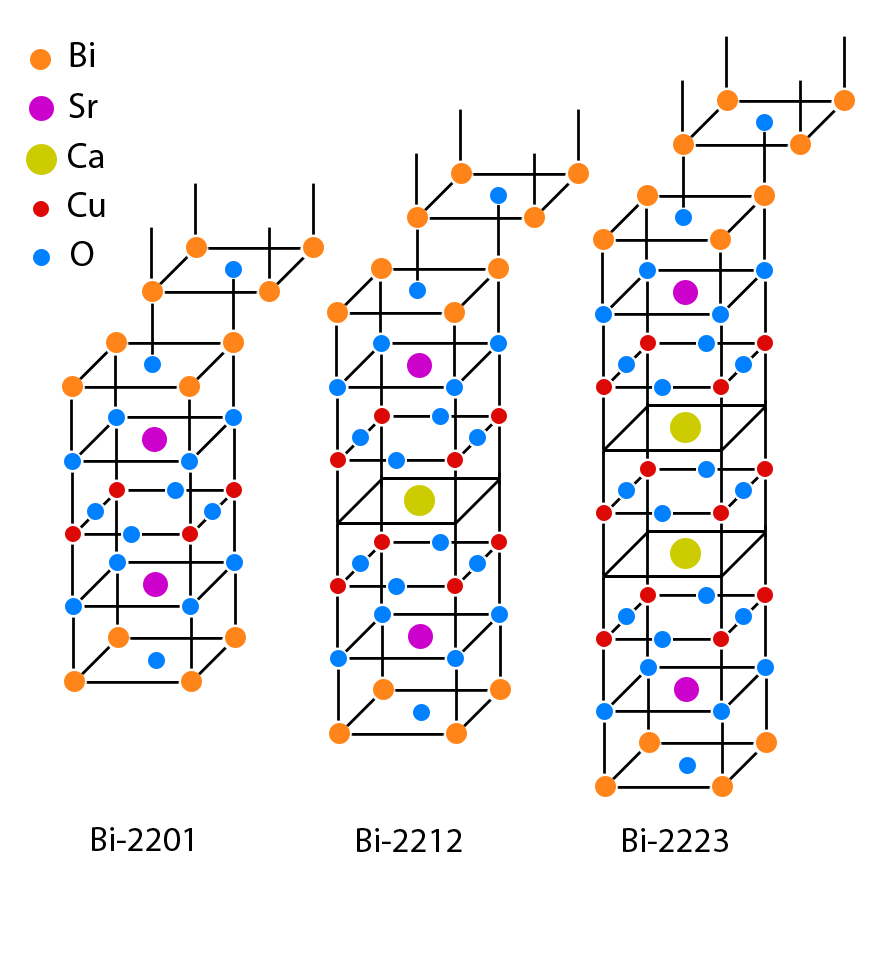
Reticolo cristallino dei tre tipi di cuprato di bismuto e stronzio (BSCCO) in cui i piani di CuO_{2} variano da uno a tre.

Oltre ai composti a base di bario e terre rare, esistono altro quattro gruppi principali di cuprati superconduttori: a base di lantanio, bismuto, tallio o mercurio.

#### Lantanio
Il primi scoperti sono stati i composti La2−xSrxCuO4 (LSCO) che alla temperatura critica hanno una struttura ortorombica come YBCO, mentre a temperature più elevate hanno struttura tetragonale. L'LBCO, contenendo bario, può essere considerato parte sia di questo gruppo che di quello dei composti di bario e terre rare.

#### Bismuto
I cuprati di bismuto contengono anche stronzio e calcio (Bi–Sr–Ca–Cu–O) e il più importante è il BSCCO. Sono possibili tre combinazioni secondo la formula Bi2Sr2Can−1CunO4+2n+x (n = 1, 2 e 3) a cui corrispondono i composti Bi-2201 (n = 1), Bi-2212 (n = 2) e Bi-2223 (n = 3), con temperature di transizione pari rispettivamente a 20 K, 85 K e 110 K. I tre composti differiscono tra loro per il numero di piani di ossido di rame, avendo rispettivamente uno, due e tre piani di CuO2. Il coordinamento dell'atomo di Cu è diverso nelle tre fasi, infatti forma una coordinazione ottaedrica rispetto agli atomi di ossigeno nel Bi-2201, mentre nel Bi-2212 l'atomo di Cu è circondato da cinque atomi di ossigeno in una disposizione piramidale. Nella struttura del Bi-2223, il rame ha due coordinazioni rispetto all'ossigeno: un atomo di Cu è legato con quattro atomi di ossigeno in configurazione planare quadrata e un altro atomo di Cu è coordinato con cinque atomi di ossigeno in una disposizione piramidale.

#### Tallio
I cuprati di tallio contengono anche bario e calcio (Tl–Ba–Ca) e possono contenere uno strato coordinato tra tallio e ossigeno (Tl–O), avendo formula generale TlBa2Can-1CunO2n+3, oppure due strati Tl–O, avendo formula Tl2Ba2Can -1CunO2n +4 dove n = 1, 2 e 3. Nella struttura del Tl2Ba2CuO6 (Tl-2201), esiste uno strato CuO2 con la sequenza di impilamento (Tl–O) (Tl–O) (Ba–O) (Cu–O) (Ba–O) (Tl–O) (Tl–O). Nel Tl2Ba2CaCu2O8 (Tl-2212) ci sono due strati Cu–O, con uno strato Ca in mezzo e come nel Tl2Ba2CuO6, gli strati Tl–O sono presenti all'esterno degli strati Ba–O. In Tl2Ba2Ca2Cu3O10 (Tl-2223), ci sono tre strati CuO2 che racchiudono strati Ca tra ciascuno di questi.
Generalmente nei superconduttori a base di tallio la temperatura critica aumenta all'aumentare degli strati di CuO2. Tuttavia tale valore diminuisce dopo quattro strati nel TlBa2Can -1CunO2n +3 e dopo 3 in Tl2Ba2Can -1CunO2n+4.

#### Mercurio
Sostituendo il mercurio al tallio si hanno i cuprati del tipo Hg–Ba–Ca, mantenendo la stessa struttura cristallina, ossia HgBa2CuO4 (Hg-1201), HgBa2CaCu2O6 (Hg-1212) e HgBa2Ca2Cu3O8 (Hg-1223), simili rispettivamente a Tl-1201, Tl-1212 e Tl-1223. È interessante notare che la temperatura critica di Hg-1201 è molto più grande rispetto a quella di Tl-1201, pur avendo entrambi un unico strato di CuO2. Anche nei cuprati di mercurio la temperatura critica aumenta all'aumentare del numero di strati di CuO2: 94 K per Hg-1201, 128 K per Hg-1212 e 133 K per Hg-1223, la temperatura critica più alta ad oggi nota per un cuprato a pressione ambiente. Se poi dalla pressione ambiente si passa a pressioni più elevate la temperatura critica di Hg-1223 può arrivare fino a 153 K, ad indicare che essa è molto sensibile alla struttura del composto.
| Nome    | Formula         | Temperatura (K) | Numero di piani di CuO2 per unità di cella | Struttura di cristallo |
| ------- | --------------- | --------------- | ------------------------------------------ | ---------------------- |
| La-214  | La2−xBaxCuO4    | 30              | 1                                          | ortorombico            |
| La-214  | La2−xSrxCuO4    | 38              | 1                                          | ortorombico            |
| Y-123   | YBa2Cu3O7       | 92              | 2                                          | ortorombico            |
| Bi-2201 | Bi2Sr2CuO6      | 20              | 1                                          | tetragonale            |
| Bi-2212 | Bi2Sr2CaCu2O8   | 85              | 2                                          | tetragonale            |
| Bi-2223 | Bi2Sr2Ca2Cu3O10 | 110             | 3                                          | tetragonale            |
| Tl-2201 | Tl2Ba2CuO 6     | 80              | 1                                          | tetragonale            |
| Tl-2212 | Tl2 Ba2CaCu2O8  | 108             | 2                                          | tetragonale            |
| Tl-2223 | Tl2Ba2Ca2Cu3O10 | 125             | 3                                          | tetragonale            |
| Tl-1234 | TlBa2Ca3Cu4O11  | 122             | 4                                          | tetragonale            |
| Hg-1201 | HgBa2CuO4       | 94              | 1                                          | tetragonale            |
| Hg-1212 | HgBa2CaCu2O6    | 128             | 2                                          | tetragonale            |
| Hg-1223 | HgBa2Ca2Cu3O8   | 133             | 3                                          | tetragonale            |

### Preparazione e produzione
Il metodo più semplice per preparare superconduttori ceramici è una reazione termochimica tra polveri precursori che vanno incontro a miscelazione, calcinazione e sinterizzazione. La miscelazione delle quantità appropriate di tali polveri, generalmente ossidi e carbonati, deve essere molto omogenea e può avvenire mediante un mulino a biglie o tramite processi chimici come la coprecipitazione, la liofilizzazione o il processo sol-gel, soluzioni colloidali trasformate in gel. Tali polveri vengono poi sottoposte a calcinazione per diverse ore, con temperature tra 800 °C e 950 °C. Poi vengono raffreddate, rimacinate e sottoposte nuovamente a calcinazione. Questo processo viene ripetuto più volte per poter ottenere un materiale il più omogeneo possibile. Infine vengono compattate in pellet mediante sinterizzazione. I parametri di sinterizzazione quali temperatura, tempo di ricottura, composizione dell'atmosfera e velocità di raffreddamento sono fondamentali per ottenere un'elevata temperature critica.
Ad esempio i composti YBa2Cu3O7−x vengono preparati mediante calcinazione e sinterizzazione di una miscela omogenea di Y2O3, BaCO3 e CuO, scegliendo il rapporto molare appropriato. Prima avviene la calcinazione a 900–950 °C e poi la sinterizzazione a 950 °C in atmosfera ricca di ossigeno. La quantità di ossigeno è cruciale per ottenerene la superconduttività. Il risultato è un composto di struttura tetragonale, YBa2Cu3O6 che, lentamente raffreddato in presenza di ossigeno, si trasforma in YBa2Cu3O7−x. L'assorbimento e la perdita di ossigeno sono reversibili. Un campione di YBa2Cu3O7−x con struttura ortorombica può essere deossigenato, ritornando a YBa2Cu3O6 con struttura tetragonale, riscaldandolo sotto vuoto a temperatura superiore a 700 °C.
Invece la preparazione di superconduttori basati su bismuto, tallio e mercurio è più difficile in quanto si possono ottenere diversi rapporti molari (fasi) con strutture a strati simili. Pertanto, durante la sintesi si verificano fenomeni di crescita intrecciata tra cristalli di fasi diverse (sintassia) e generazione di difetti, ad esempio di impilamento, rendendo difficile isolare una singola fase superconduttiva. Nel caso del Bi–Sr–Ca–Cu–O, è relativamente semplice preparare la fase Bi-2212 (Tc ≈ 85 K), mentre è molto difficile ottenere la fase Bi-2223 (Tc ≈ 110 K) non mescolata ad altre. Inoltre la fase Bi-2212 appare solo dopo poche ore di sinterizzazione a 860–870 °C, mentre una frazione significativa della fase Bi-2223 si forma dopo un tempo di reazione di oltre una settimana a 870 °C. È possibile ridurre tale tempo inserendo piccole quantità di piombo.